# Ulfborg
Ulfborg ist eine Kleinstadt in der dänischen Kommune Holstebro, Region Midtjylland. Am 1. Januar 2025 lebten in Ulfborg 2004 Einwohner. Für das nähere Umland bietet der Ort Arztpraxen, Geschäfte für den täglichen Bedarf, eine Poststelle und ein Freizeitcenter (Vestjydsk Fritidscenter). Auch Touristen, vor allem aus den nahen Ferienhausgebieten Vedersø Klit und Vester Husby, nutzen die Angebote.
Die Station Ulfborg liegt an der Bahnstrecke Esbjerg–Struer. Schon vor der Einrichtung des Bahnhofs 1875 hatte Ulfborg einen Markt, für den es 1840 die königliche Genehmigung erhalten hatte. Noch heute wird alljährlich am zweitletzten Augustwochenende dieser Markt in Form eines großen Volksfestes gefeiert.
Im Zentrum des Ortes liegt die im Jahr 1900 erbaute Ulfjkær Kirke.
1993 wurden von dem Bildhauer H. H. Voldmester mehrere Steinskulpturen geschaffen, die an verschiedenen Stellen des Ortes aufgestellt sind. 
Westlich des Ortes befindet sich die Tvind-Schule (Tvind Internationale Skolecenter), eine in den 1970er Jahren begründete alternative Schulform. Eine der größten und ältesten Windkraftanlagen Dänemarks, Tvindkraft, steht auf dem Schulgelände und kann tagsüber besichtigt werden.